# NGC 5756
NGC 5756 este o emission-line galaxy⁠(d) situată în constelația Balanța. A fost descoperită în 5 iunie 1836 de către John Herschel. Se află la o distanță de 25,23 de megaparseci de Pământ.